# Ібраїм I Нікале
Ібраїм I Нікале (*д/н — 1315) — 20-й маї (володар) імперії Канем в 1296—1315 роках.

## Життєпис
Походив з династії Сейфуа. Син маї Бірі II та представниці клану кункуна. Після смерті батька 1296 року вступив у протистояння із своїми родичами. Спочатку трон захопив Джил, але його було швидко подолано. Більш тривалим було протистояння з Дарі. На думку дослідників, Канем було розділено між ними. Лише 1301 року Ібраїм I зумів здолати дарі, відновивши єдність імперії.
Поновив військову та політичну потугу. Забезпечив відновлення господарства. Більше уваги приділяв контролю за підкореними племенами і народами. Здійснив хадж до Мекки.
1315 року проти нього повстав стриєчний брат Абдала, якого підтримав єріма (військовий очільник північних областей) Мухаммад ібн Гаді, що завдав поразки війську маї. Сам Ібраїм I загинув у битві. Трон перейшов до Абдали II.